# Pesca con caña

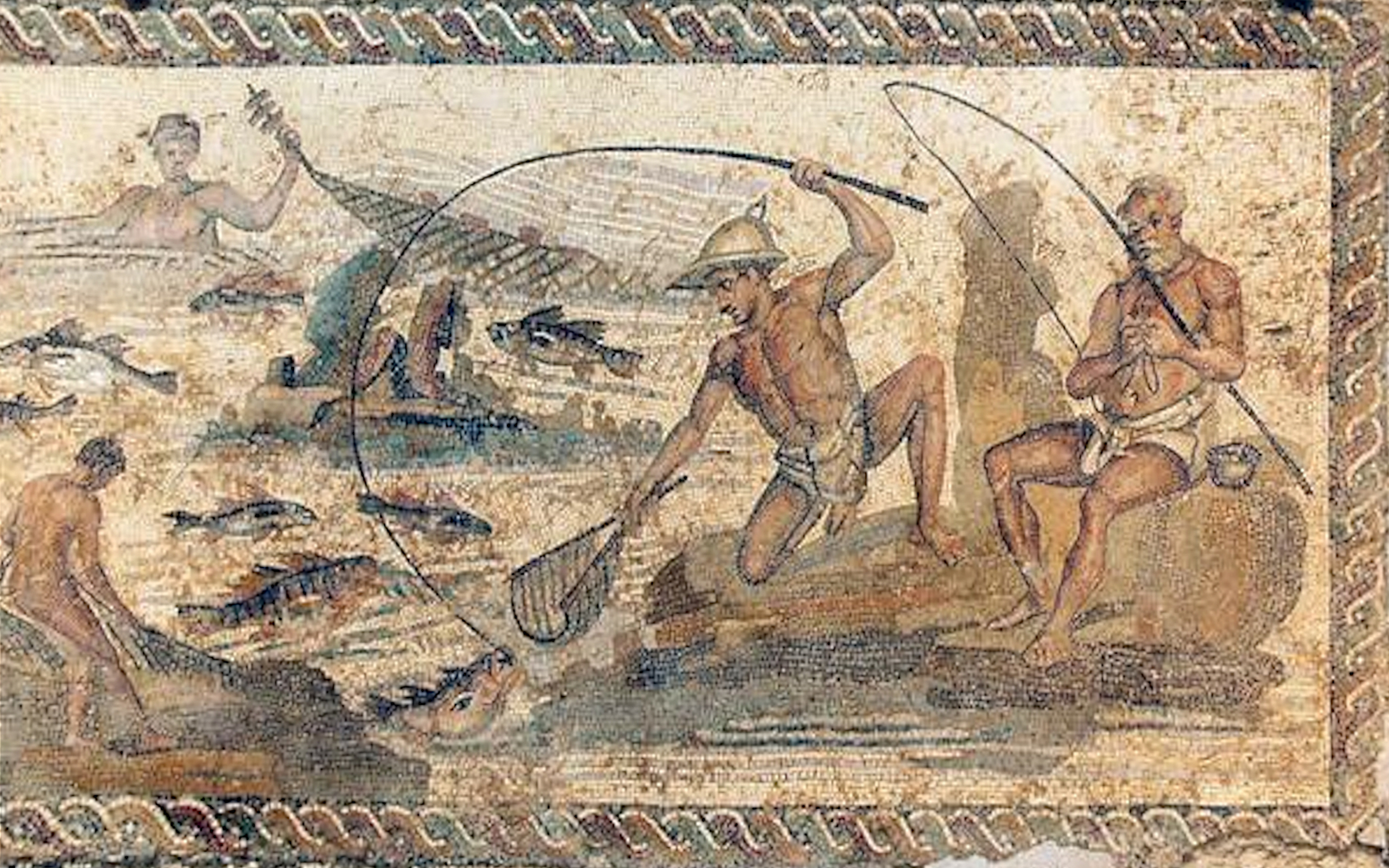
Pesca con caña en el. Villa del Mosaico del Nilo, Lepcis Magna, Museo Nacional de Trípoli.

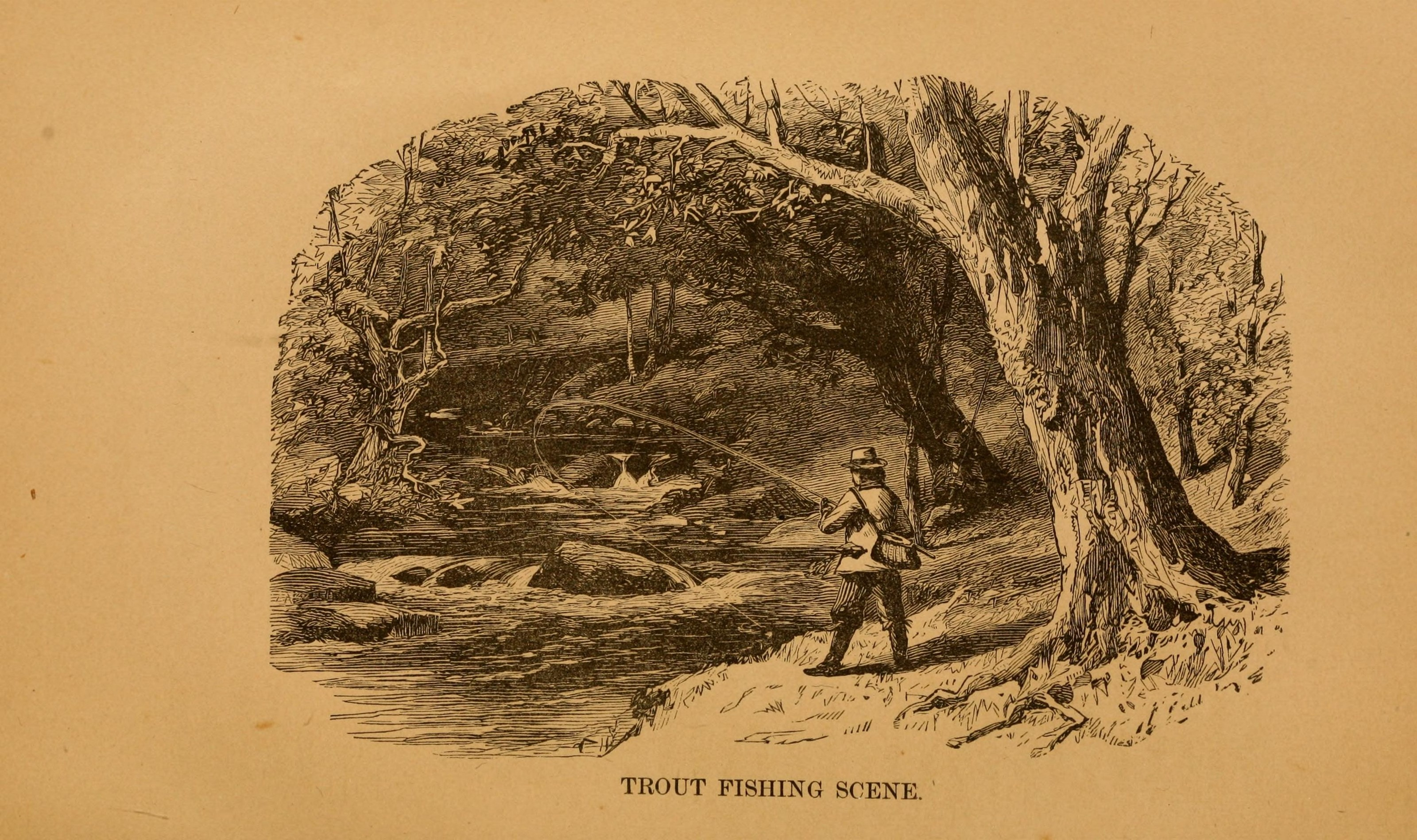
Pesca con una caña de pescar.

La pesca con caña es un método de pesca mediante un anzuelo. El anzuelo está sujeto a un hilo de pescar, que normalmente se manipula mediante una caña de pescar, aunque también existen técnicas sin caña. Las cañas de pescar modernas generalmente están equipadas con un carrete de pesca que funciona como un dispositivo de arranque para almacenar, recuperar y soltar la línea, aunque la pesca con tenkara y la pesca con caña simple son dos métodos de pesca con caña que no utilizan un carrete. El anzuelo en sí suele estar cubierto con cebo, pero a veces un señuelo con múltiples anzuelos adjuntos se utiliza en lugar de un solo anzuelo y cebo. Un indicador de mordida, como un flotador o boyita y una plomada con peso, a veces se usa para indicar que el pez se ha tragado el anzuelo, que se ancla firmemente en la boca del pez para evitar que se escape.
La pesca con caña es el principal método de pesca deportiva, pero las pesquerías comerciales también utilizan métodos de pesca como el palangre o el curricán. La pesca de captura y liberación es cada vez más practicada por pescadores recreativos. En muchas partes del mundo, los límites de tamaño se aplican a ciertas especies, lo que significa que los peces por debajo y/o por encima de un cierto tamaño deben, por ley, ser liberados.
Las especies de peces que persiguen los pescadores varían según la geografía. Entre las muchas especies de peces de agua salada que se capturan con fines deportivos a nivel mundial se encuentran los peces picudos (pez espada, pez vela y marlín), atún y mero, mientras que el bacalao y la lubina son objetivos populares en Europa. En América del Norte, las especies de peces deportivos de agua dulce más populares incluyen lubina, lucio/ muskellunge, lucioperca, perca amarilla, trucha, salmón, tilapia y peces lunares como el tipo de pez y el pez luna. En Europa, muchos pescadores pescan especies como carpa, lucio, besugo, tenca, rudd, cucaracha, perca europea, bagre y barbo.

## Anzuelos

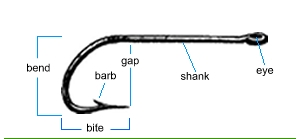
Un anzuelo.

El uso del anzuelo en la pesca con caña desciende, históricamente, de los pueblos antiguos usaban gargantas para capturar peces y animales como focas, morsas y pájaros. Una garganta era una pieza larga y delgada de hueso o piedra unida por su punto medio a una línea delgada. Se cebaría la garganta para que descansara paralelo al trazado de la línea. Cuando la presa se tragaba el anzuelo, un tirón en la línea haría que la garganta se orientara en ángulo recto a la línea, lo que se atascaría en la garganta o el esófago del pez o del animal. La garganta evolucionó hasta convertirse en el anzuelo de pesca moderno, que es un alambre en forma de J con un lazo en un extremo y una punta afilada en el otro. La mayoría de los anzuelos tienen una púa cerca de la punta para evitar que el pez se desenganche mientras se enrolla. Algunas leyes y reglamentos exigen que los anzuelos no tengan púas. Esta regla se implementa comúnmente para proteger poblaciones de ciertas especies. Un anzuelo de púas podría matar a un pez si penetrara en las branquias.

## Cebos
Cuál de las diversas técnicas puede elegir un pescador está determinada principalmente por la especie objetivo y por su hábitat. En la pesca con caña, se utilizan dos tipos de cebos: el cebo de tierra, que se arroja por separado al agua para servir como " aperitivo " y atraer a los peces distantes; y anzuelo, que en realidad se adjunta al anzuelo de pesca para incitar al pez a tragar. En el uso coloquial, la palabra "cebo" se refiere específicamente a los anzuelos, que pueden dividirse en dos categorías principales: cebos naturales o artificiales.

### Cebos naturales

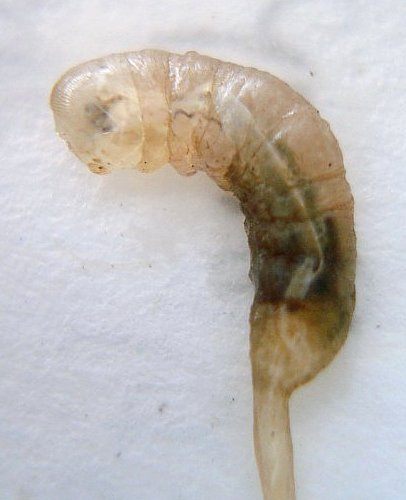
El gusano de cola de rata es un cebo popular para peces.

Los cebos naturales son cosas que están presentes en la dieta natural de los peces. El pescador de cebo natural, con pocas excepciones, utilizará una especie de presa común del pez objetivo como atrayente. El cebo natural utilizado puede estar vivo (conocido como cebo vivo) o muerto, y un cebo hecho de porciones de un cebo muerto se conoce como cebo o carnada. Los cebos naturales comunes para la pesca en agua dulce y salada incluyen gusanos, sanguijuelas, pececillos, ranas, salamandras, pulpos/calamares, insectos, langostinos, cangrejos de río. Los cebos naturales son eficaces debido a la textura, el olor y el color reales del cebo presentado.
La lombriz de tierra común es un cebo vivo universal para la pesca de agua dulce. Las larvas y los gusanos también son un cebo excelente para la pesca de truchas. Los saltamontes, los grillos, las abejas e incluso las hormigas también se utilizan como cebo para las truchas en su temporada, aunque muchos pescadores creen que la trucha o las huevas de salmón son superiores a cualquier otro cebo.
Los cangrejos de río, que son presa de una variedad de peces con aletas radiadas, también se usan comúnmente como cebo, ya sea vivo o con solo la carne de la cola. Son muy populares para la captura de pez gato, bajo bocazas, smallmouth, bajo rayado, la perca y el lucio. Sin embargo, los estudios han confirmado que la introducción de cangrejos de río fuera de su área de distribución ha provocado varios problemas ecológicos que los han convertido en especies invasoras. El transporte de cangrejos de río como cebo vivo también ha contribuido a la propagación de mejillones cebra, que se sabe que se adhieren a los cangrejos de río, en varias vías fluviales de Europa y América del Norte.

### Cebos artificiales

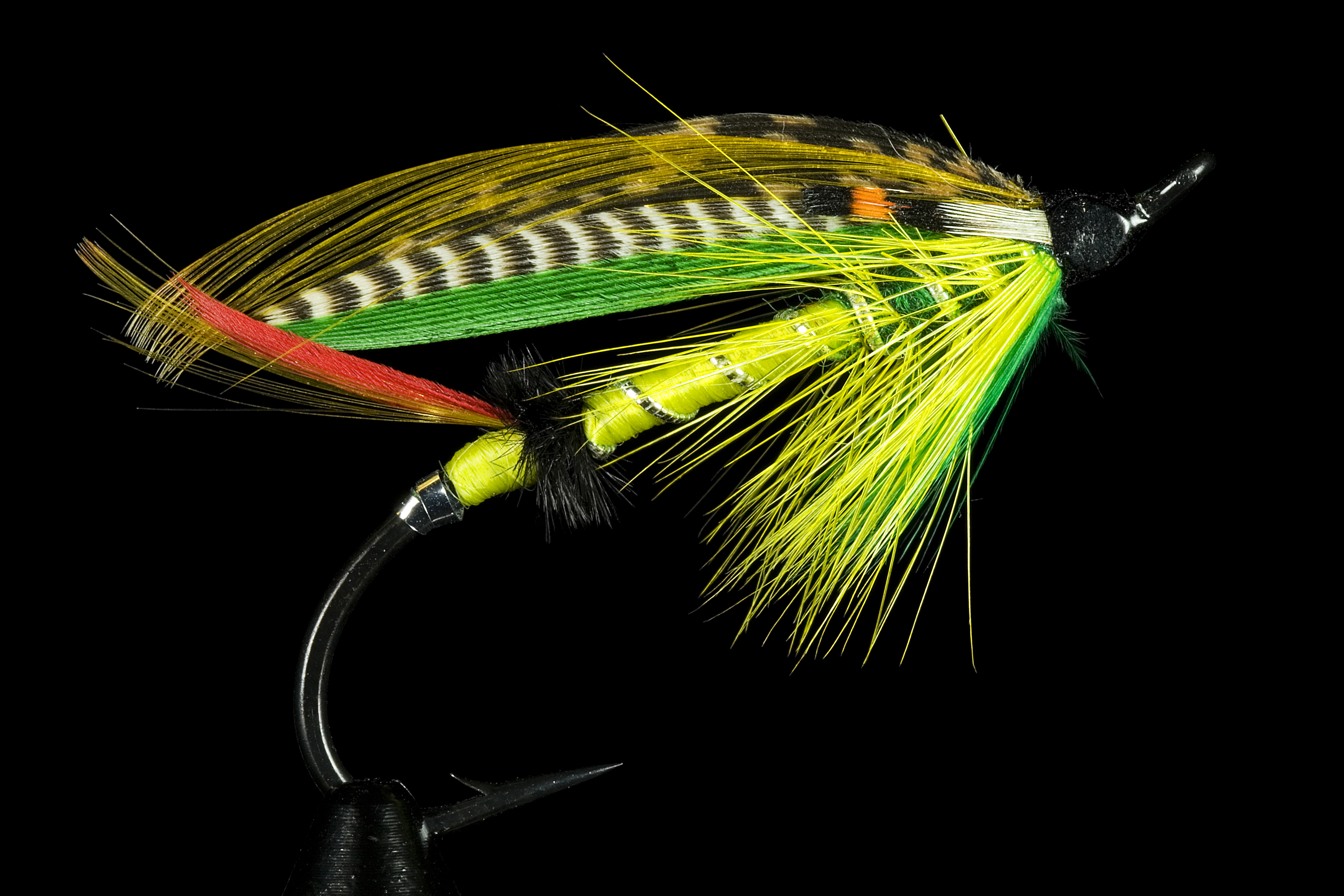
Green Highlander, una mosca artificial utilizada para la pesca del salmón.

Los cebos artificiales son cebos que no se adquieren directamente por medios naturales. Estos pueden ser alimentos comestibles para peces que se compran comercialmente o alimentos preparados como chuletas o bolas de masa elaboradas con diversas mezclas (p. ej., arroz, sémola, harina de maíz, pan, guisantes y harina de pescado), que se pueden utilizar para atraer peces omnívoros o herbívoros. En los lagos en climas del sur como Florida, panfish como el pez luna incluso tomará pan casero o comida para mascotas como cebo. Este cebo de pan se prepara a partir de una pequeña cantidad de pan, a menudo humedecido con saliva, en forma de bola hasta un tamaño pequeño que es del tamaño de un bocado para peces pequeños.
Los cebos artificiales hechos de materiales no comestibles (por ejemplo, madera, metal, caucho de silicona, plásticos) se conocen como señuelos , que están diseñados para imitar una presa viva ( sábalo, gusano, rana, insecto, cangrejo de río, etc.) que atrae a los peces depredadores. de huelga. Los señuelos generalmente no liberan ningún olor y dependen únicamente de la apariencia y los sonidos / vibraciones para atraer a los peces. Algunos señuelos de pesca pueden o no parecerse a una presa en apariencia, y pueden requerir movimientos especiales para impartir una presentación atractiva al pez objetivo, por ejemplo enpesca con mosca y pesca de superficie. Muchos pescadores prefieren pescar únicamente con señuelos, ya que estos dependen más de las acciones de la caña y el carrete del usuario para atraer peces con éxito y, por lo tanto, son más interactivos y emocionantes. Una forma común de pescar un gusano de plástico blando es el Texas Rig o el Carolina Rig.

## Técnicas
Las principales técnicas de pesca con caña son la pesca con flotador , la pesca de fondo y la pesca con señuelos .

### Pesca con boya
La pesca con boya es el método más común de pesca con caña, utilizando una línea de pesca sujeta con un flotador o boya, que flota en la superficie del agua y suspende el anzuelo con cebo a una profundidad predeterminada. Debido a la flotabilidad, la boya puede llevar el anzuelo a áreas de agua que de otro modo serían inaccesibles al desplazarse por la corriente predominante. Cuando el pez muerde y se traga el anzuelo, el flotador también transmite cualquier fuerza ejercida sobre el anzuelo y sirve como un indicador visual de mordida, ya que el pescador puede ver cómo lo tiran bajo el agua y/o hacia los lados.

### Pesca de fondo
La pesca de fondo, también llamada legering en el Reino Unido, utiliza un aparejo con peso llamado plomada atada al extremo de la línea de pesca para mantener el anzuelo cebado cerca del fondo del agua, con el fin de apuntar a peces de fondo como el chupador, el besugo, bagre y tipo de pez. La plomada también se puede usar para agregar impulso al anzuelo y ayudar a lanzar la línea a una mayor distancia. El método se puede utilizar tanto con pesca a mano como con caña, y se puede realizar tanto desde embarcaciones como desde tierra. Las cañas de pescar especializadas llamadas "donkas" también se usan comúnmente para la pesca de fondo, y en su lugar se usa una punta de carcaj (a veces junto con una campana ) como indicador de mordida.
Algunas plomadas se reemplazan por alimentadores , que están diseñados para contener y liberar cebos de tierra para ayudar a atraer a los peces hacia el anzuelo.

### Pesca con señuelos
La pesca con señuelos utiliza un tipo de cebo artificial denominado señuelo, que generalmente está hecho de materiales no comestibles y no emite ningún olor, en su lugar usa apariencias, movimientos, vibraciones, reflejos brillantes y colores llamativos similares a las presas para atraer y atraer a los peces depredadores a golpear. Muchos señuelos están equipados con más de un anzuelo para anclar mejor en la boca del pez, aunque algunos señuelos sin anzuelo se utilizan para cebar al pez más cercano para que pueda ser capturado por otros medios, como arpones, redes/trampas o capturas a mano. Además de la pesca con caña, la pesca de mano, el palangre y el curricán también emplean la pesca con señuelos.
Cuando se pesca con señuelos de forma recreativa, el pescador lanza repetidamente el señuelo lejos y luego recupera gradualmente la línea, tirando del señuelo a través del agua en el proceso y creando vibraciones, salpicaduras turbulentas y/o una acción de estallido, que imita una pequeña presa acuática como un pez cebo . Un pescador experto puede explorar muchos posibles escondites para los peces a través del lanzamiento de señuelos, como debajo de troncos y en pisos. No se utiliza ningún indicador de mordida, y cuando el señuelo llama la atención de un pez de caza y da como resultado que muerda/trague el señuelo, el pescador puede detectarlo observando y sintiendo cualquier vibración, flexión de la caña y cambios en la tensión de la línea. La pesca con señuelos también suele utilizar carretes de pesca especiales conocidos como carretes giratorios.

## Leyes y reglamentos

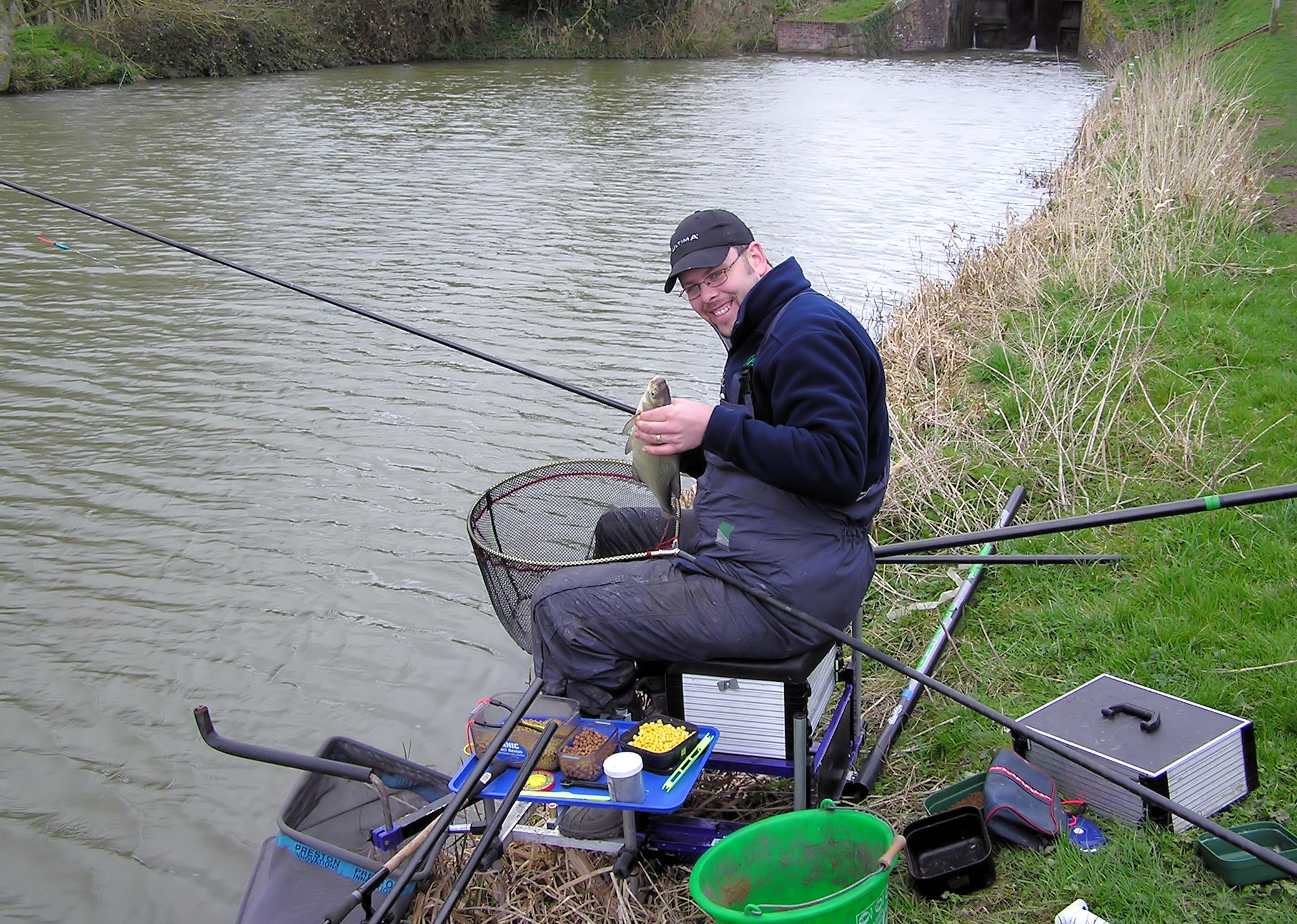
Pescador sentado al lado del agua rodeado de cañas de pescar y aparejos.

Las leyes y regulaciones que manejan la pesca con caña varían mucho, a menudo regionalmente, dentro de los países. Estos comúnmente incluyen permisos (licencias), períodos de veda (temporadas) donde especies específicas no están disponibles para la pesca, restricciones en los tipos de técnicas y cuotas.
Por lo general, las leyes prohíben pescar con anzuelos que no sean en la boca (enganchar mal, "enganchar" o "dentarse"  ) o el uso de redes que no sean una ayuda para mbarcar un pez capturado. Algunas especies, como los peces cebo, pueden capturarse con redes y algunas como alimento. A veces, los peces (no deportivos) se consideran de menor valor y puede estar permitido capturarlos con métodos como el enganche, el arco y la flecha o la lanza. Ninguna de estas técnicas entra dentro de la definición de pesca con caña, ya que no se basan en el uso de un anzuelo y una línea.

### Temporadas de pesca
Las temporadas de pesca las establecen los países o localidades para indicar qué tipos de peces se pueden capturar mediante la pesca deportiva (también conocida como pesca con caña) durante un cierto período de tiempo. Las temporadas de pesca se aplican para mantener el equilibrio ecológico y proteger las especies de peces durante su período de desove, durante el cual son más fáciles de capturar.

### Límitaciones
Se ponen límites de zona en acción para ayudar a proteger ciertos peces en un áreas determinada. Por lo general, se requiere que los pescadores devuelvan al agua peces capturados si se encuentran dentro de un rango de tamaño determinado, lo que permite a los pescadores guardar solo peces o más pequeños o más grandes. Los límites de franjas horarias varían de un lago a otro dependiendo de lo que los empleados públicos locales creen que produciría el mejor resultado para la gestión de las poblaciones de peces.  También en ciertos cursos de agua existe un sistema de cuota que limita la cantidad de piezas que un pescador está autorizado a pescar en un cierto período de tiempo (por ejemplo por día).

## Captura y suelta

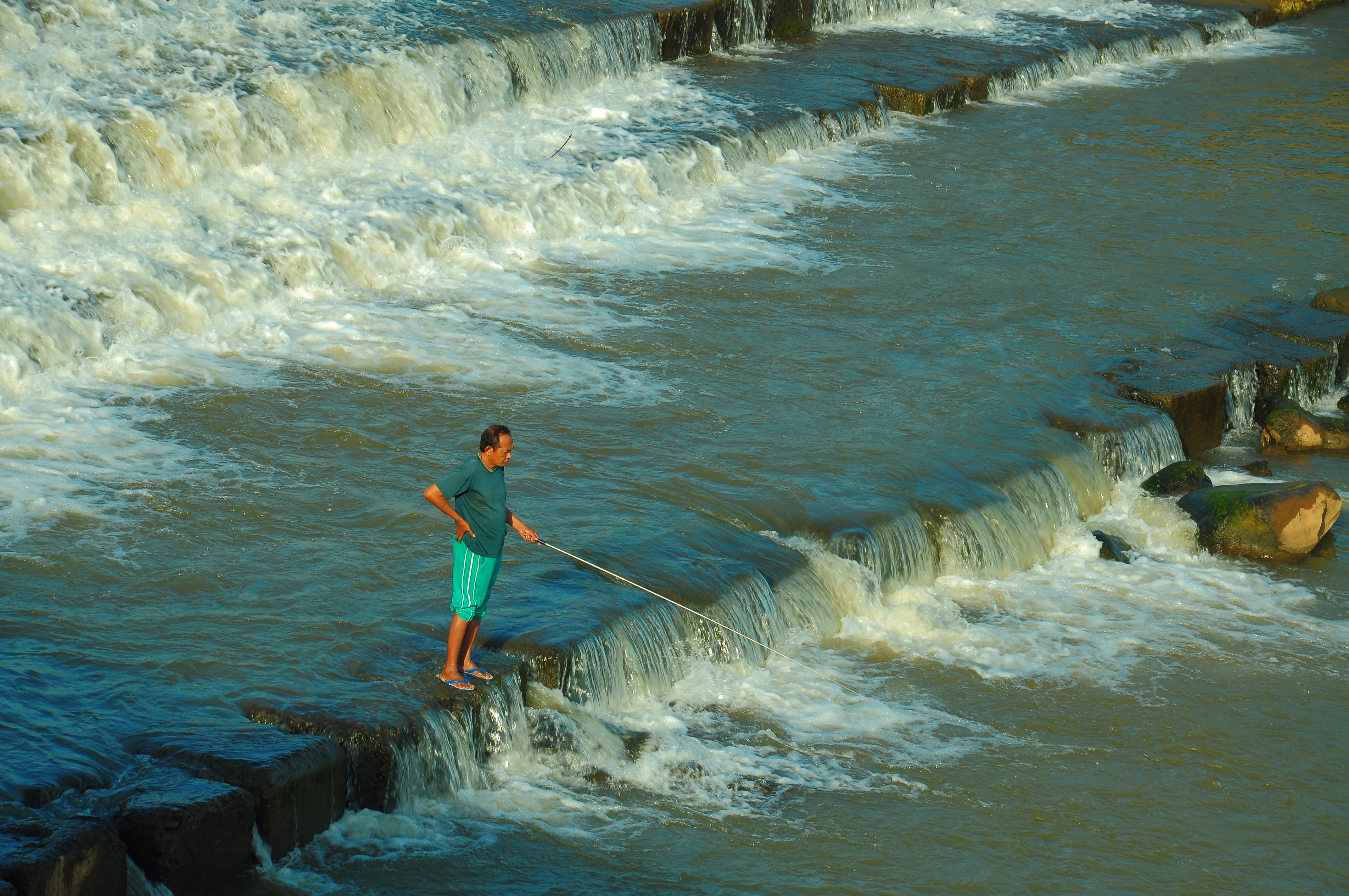
Un pescador pesca en medio del río cuando el agua está bajando en Java Central, Indonesia

Aunque la mayoría de los pescadores se quedan con sus capturas para consumirlas, cada vez se practica más la pesca con devolución, especialmente por parte de los pescadores con mosca. El principio general es que la liberación de los peces les permite sobrevivir, evitando así el agotamiento involuntario de la población. En el caso de especies como el marlín, el muskellunge y la lubina, existe un tabú cultural entre los pescadores que se opone a tomarlas como alimento. En muchas partes del mundo, se aplican límites de tamaño a ciertas especies, lo que significa que los peces por debajo de un determinado tamaño deben, por ley, ser liberados. En general, se cree que los peces más grandes tienen un mayor potencial de reproducción. Algunas pesquerías tienen un límite de ranuras que permite la captura de peces más pequeños y más grandes, pero exigiendo que los peces de tamaño intermedio sean liberados. En general, se acepta que este enfoque de gestión ayudará a la pesquería a crear un número de peces grandes, de tamaño de trofeo.  En las pesquerías más pequeñas que se pescan mucho, la práctica de captura y suelta es la única forma de garantizar la disponibilidad de peces capturables de un año a otro.
La práctica de la captura y liberación es criticada por algunos que consideran poco ético infligir dolor a un pez con fines deportivos. Algunos de los que se oponen a la liberación de los peces no se oponen a matar a los peces para alimentarse. Los partidarios de la captura y suelta refutan esta acusación, señalando que los peces se alimentan habitualmente de presas duras y puntiagudas, y por ello es de esperar que tengan bocas duras, y también que algunos peces vuelven a coger un señuelo que acaban de enganchar, un comportamiento que es improbable si el enganche fuera doloroso. Los que se oponen a la pesca de captura y suelta consideran que es preferible prohibir o restringir severamente la pesca con caña. Por otro lado, los defensores afirman que la captura y suelta es necesaria para que muchas pesquerías sigan siendo sostenibles, es una práctica que generalmente tiene altas tasas de supervivencia, y consideran que la prohibición de la pesca con caña no es razonable ni necesaria.
En algunas jurisdicciones, en la Provincia canadiense de Manitoba, por ejemplo, la captura y liberación es obligatoria para algunas especies como la trucha de arroyo. Muchas de las jurisdicciones que obligan a la liberación en vivo de los peces deportivos también exigen el uso de señuelos artificiales y anzuelos sin púas para minimizar la posibilidad de que los peces se lesionen. La captura y suelta obligatoria también existe en la República de Irlanda, donde se introdujo como medida de conservación para evitar la disminución de las poblaciones de salmón del Atlántico en algunos ríos. En Suiza, la pesca de captura y suelta se considera inhumana y se prohibió en septiembre de 2008.
Los anzuelos sin púas, que pueden crearse a partir de un anzuelo estándar quitando la púa con unos alicates o pueden comprarse, son a veces rechazados por los pescadores porque creen que aumentan los escapes de peces. Los anzuelos sin púas reducen el tiempo de manipulación, lo que aumenta la supervivencia.  Concentrarse en mantener la línea tensa mientras se lucha contra los peces, utilizar anzuelos de punta recurvada o de estilo "triple agarre" en los señuelos y equipar los señuelos que no los tienen con anillas divididas puede reducir significativamente los escapes.